# 卡斯塔涅拉 (馬托格羅索州)
卡斯塔涅拉（葡萄牙語：Castanheira），是巴西的城鎮，位於該國中部，由馬托格羅索州負責管轄，面積3,949平方公里，海拔高度400米，2010年人口8,231，人口密度每平方公里2.08人。